# Championnat du monde de snooker seniors 2025
Le Championnat du monde seniors 2025 est un tournoi de snooker sur invitation réservé aux joueurs de plus de 40 ans, ne figurant pas dans top 64 du classement mondial. Il est organisé par la World Professional Billiards and Snooker Association et a lieu du 7 mai 2025 au 11 mai 2025 au Crucible Theatre de Sheffield en Angleterre. 
Il s'agit de la 16e édition du tournoi, lequel se déroule annuellement depuis 1991. Le vainqueur se qualifie pour le tournoi champion des champions. Le tournoi est retransmis sur Channel 5 et sponsorisé par la société JenningsBet.

## Participants

### Joueurs invités
- Igor Figueiredo (champion en titre)
- Jimmy White
- Ken Doherty
- Tony Drago
- Tony Knowles
- Dominic Dale
- Joe Perry

### Joueurs qualifiés
- Craig Steadman (champion d'Europe senior)[2]
- Fabio Anderson Luersen (champion d'Amérique senior)[3]
- Charl Jonck (champion d'Afrique senior)[4]
- Hassan Kerde (champion d'Asie-Pacifique senior)[5]
- Aaron Canavan (1er du classement senior sur 2 ans et 1er de la Race to the Crucible)
- Andrew Norman (2e du classement senior sur 2 ans et 3e de la Race to the Crucible)
- Wayne Townsend (2e de la Race to the Crucible)
- Gerard Greene (4e de la Race to the Crucible)
- Alfie Burden (vainqueur du play-off golden ticket)

## Dotation
La dotation est inchangée par rapport à l'an dernier :
- Vainqueur : 20 000 £
- Finaliste : 10 000 £

Dotation totale : 50 000 £

## Déroulement et faits marquants
Igor Figueiredo est le tenant du titre, il s'était imposé 5-2 face à Ken Doherty l'an passé.
Le format de jeu est rallongé cette année : les demi-finales sont disputées au meilleur des 11 manches et la finale se joue au meilleur des 15 manches.
Les favoris Igor Figueiredo, Jimmy White et Ken Doherty sont battus dès le premier tour.
Bien qu'il soit le dernier à avoir intégré le champ des joueurs, Alfie Burden remporte le titre mondial seniors pour la première fois en battant Aaron Canavan 8-4 en finale.

## Tableau principal
|  | 8es de finale au meilleur des 7 manches | 8es de finale au meilleur des 7 manches | 8es de finale au meilleur des 7 manches |   |                | Quart de finales au meilleur des 7 manches | Quart de finales au meilleur des 7 manches | Quart de finales au meilleur des 7 manches |   |  | Demi-finales au meilleur des 11 manches | Demi-finales au meilleur des 11 manches | Demi-finales au meilleur des 11 manches |   |  | Finale au meilleur des 15 manches | Finale au meilleur des 15 manches | Finale au meilleur des 15 manches |
|  |                                         |                                         |                                         |   |                |                                            |                                            |                                            |   |  |                                         |                                         |                                         |   |  |                                   |                                   |                                   |
|  |                                         | Igor Figueiredo                         | 2                                       |   |                |                                            |                                            |                                            |   |  |                                         |                                         |                                         |   |  |                                   |                                   |                                   |
|  |                                         | Wayne Townsend                          | 4                                       |   |                |                                            |                                            |                                            |   |  |                                         |                                         |                                         |   |  |                                   |                                   |                                   |
|  |                                         | Wayne Townsend                          | 4                                       |   | Wayne Townsend | 2                                          |                                            |                                            |   |  |                                         |                                         |                                         |   |  |                                   |                                   |                                   |
|  |                                         |                                         |                                         |   | Wayne Townsend | 2                                          |                                            |                                            |   |  |                                         |                                         |                                         |   |  |                                   |                                   |                                   |
|  |                                         |                                         | Aaron Canavan                           | 4 |                |                                            |                                            |                                            |   |  |                                         |                                         |                                         |   |  |                                   |                                   |                                   |
|  |                                         | Aaron Canavan                           | Aaron Canavan                           | 4 | 4              |                                            |                                            |                                            |   |  |                                         |                                         |                                         |   |  |                                   |                                   |                                   |
|  |                                         | Aaron Canavan                           |                                         |   | 4              |                                            |                                            |                                            |   |  |                                         |                                         |                                         |   |  |                                   |                                   |                                   |
|  |                                         | Andrew Norman                           | 1                                       |   |                |                                            |                                            |                                            |   |  |                                         |                                         |                                         |   |  |                                   |                                   |                                   |
|  |                                         |                                         |                                         |   |                |                                            |                                            | Aaron Canavan                              | 6 |  |                                         |                                         |                                         |   |  |                                   |                                   |                                   |
|  |                                         |                                         |                                         |   |                |                                            |                                            |                                            | 6 |  |                                         |                                         |                                         |   |  |                                   |                                   |                                   |
|  |                                         |                                         | Dominic Dale                            | 5 |                |                                            |                                            |                                            |   |  |                                         |                                         |                                         |   |  |                                   |                                   |                                   |
|  |                                         | Dominic Dale                            | Dominic Dale                            | 5 | 4              |                                            |                                            |                                            |   |  |                                         |                                         |                                         |   |  |                                   |                                   |                                   |
|  |                                         | Dominic Dale                            |                                         |   | 4              |                                            |                                            |                                            |   |  |                                         |                                         |                                         |   |  |                                   |                                   |                                   |
|  |                                         | Craig Steadman                          | 2                                       |   |                |                                            |                                            |                                            |   |  |                                         |                                         |                                         |   |  |                                   |                                   |                                   |
|  |                                         | Craig Steadman                          | 2                                       |   | Dominic Dale   | 4                                          |                                            |                                            |   |  |                                         |                                         |                                         |   |  |                                   |                                   |                                   |
|  |                                         |                                         |                                         |   | Dominic Dale   | 4                                          |                                            |                                            |   |  |                                         |                                         |                                         |   |  |                                   |                                   |                                   |
|  |                                         |                                         | Joe Perry                               | 1 |                |                                            |                                            |                                            |   |  |                                         |                                         |                                         |   |  |                                   |                                   |                                   |
|  |                                         | Joe Perry                               | Joe Perry                               | 1 | 4              |                                            |                                            |                                            |   |  |                                         |                                         |                                         |   |  |                                   |                                   |                                   |
|  |                                         | Joe Perry                               |                                         |   | 4              |                                            |                                            |                                            |   |  |                                         |                                         |                                         |   |  |                                   |                                   |                                   |
|  |                                         | Fabio Anderson Luersen                  | 2                                       |   |                |                                            |                                            |                                            |   |  |                                         |                                         |                                         |   |  |                                   |                                   |                                   |
|  |                                         |                                         |                                         |   |                |                                            |                                            |                                            |   |  |                                         |                                         | Aaron Canavan                           | 4 |  |                                   |                                   |                                   |
|  |                                         |                                         |                                         |   |                |                                            |                                            |                                            |   |  |                                         |                                         |                                         | 4 |  |                                   |                                   |                                   |
|  |                                         |                                         | Alfie Burden                            | 8 |                |                                            |                                            |                                            |   |  |                                         |                                         |                                         |   |  |                                   |                                   |                                   |
|  |                                         | Jimmy White                             | Alfie Burden                            | 8 | 1              |                                            |                                            |                                            |   |  |                                         |                                         |                                         |   |  |                                   |                                   |                                   |
|  |                                         | Jimmy White                             |                                         |   | 1              |                                            |                                            |                                            |   |  |                                         |                                         |                                         |   |  |                                   |                                   |                                   |
|  |                                         | Alfie Burden                            | 4                                       |   |                |                                            |                                            |                                            |   |  |                                         |                                         |                                         |   |  |                                   |                                   |                                   |
|  |                                         | Alfie Burden                            | 4                                       |   | Alfie Burden   | 4                                          |                                            |                                            |   |  |                                         |                                         |                                         |   |  |                                   |                                   |                                   |
|  |                                         |                                         |                                         |   | Alfie Burden   | 4                                          |                                            |                                            |   |  |                                         |                                         |                                         |   |  |                                   |                                   |                                   |
|  |                                         |                                         | Tony Drago                              | 3 |                |                                            |                                            |                                            |   |  |                                         |                                         |                                         |   |  |                                   |                                   |                                   |
|  |                                         | Tony Drago                              | Tony Drago                              | 3 | 4              |                                            |                                            |                                            |   |  |                                         |                                         |                                         |   |  |                                   |                                   |                                   |
|  |                                         | Tony Drago                              |                                         |   | 4              |                                            |                                            |                                            |   |  |                                         |                                         |                                         |   |  |                                   |                                   |                                   |
|  |                                         | Gerard Greene                           | 3                                       |   |                |                                            |                                            |                                            |   |  |                                         |                                         |                                         |   |  |                                   |                                   |                                   |
|  |                                         |                                         |                                         |   |                |                                            |                                            | Alfie Burden                               | 6 |  |                                         |                                         |                                         |   |  |                                   |                                   |                                   |
|  |                                         |                                         |                                         |   |                |                                            |                                            |                                            | 6 |  |                                         |                                         |                                         |   |  |                                   |                                   |                                   |
|  |                                         |                                         | Hassan Kerde                            | 2 |                |                                            |                                            |                                            |   |  |                                         |                                         |                                         |   |  |                                   |                                   |                                   |
|  |                                         | Tony Knowles                            | Hassan Kerde                            | 2 | 0              |                                            |                                            |                                            |   |  |                                         |                                         |                                         |   |  |                                   |                                   |                                   |
|  |                                         | Tony Knowles                            |                                         |   | 0              |                                            |                                            |                                            |   |  |                                         |                                         |                                         |   |  |                                   |                                   |                                   |
|  |                                         | Hassan Kerde                            | 4                                       |   |                |                                            |                                            |                                            |   |  |                                         |                                         |                                         |   |  |                                   |                                   |                                   |
|  |                                         | Hassan Kerde                            | 4                                       |   | Hassan Kerde   | 4                                          |                                            |                                            |   |  |                                         |                                         |                                         |   |  |                                   |                                   |                                   |
|  |                                         |                                         |                                         |   | Hassan Kerde   | 4                                          |                                            |                                            |   |  |                                         |                                         |                                         |   |  |                                   |                                   |                                   |
|  |                                         |                                         | Charl Jonck                             | 2 |                |                                            |                                            |                                            |   |  |                                         |                                         |                                         |   |  |                                   |                                   |                                   |
|  |                                         | Ken Doherty                             | Charl Jonck                             | 2 | 2              |                                            |                                            |                                            |   |  |                                         |                                         |                                         |   |  |                                   |                                   |                                   |
|  |                                         | Ken Doherty                             |                                         |   | 2              |                                            |                                            |                                            |   |  |                                         |                                         |                                         |   |  |                                   |                                   |                                   |
|  |                                         | Charl Jonck                             | 4                                       |   |                |                                            |                                            |                                            |   |  |                                         |                                         |                                         |   |  |                                   |                                   |                                   |

## Finale
| Finale au meilleur des 15 manches Arbitre : Michaela Tabb et Proletina Velichkova |                          |                         |
| Aaron Canavan Jersey                                                              | 4 - 8 ( - )              | Alfie Burden Angleterre |
| 0 75                                                                              | Centuries Meilleur break | 1 109                   |
| Alfie Burden remporte le Championnat du monde seniors 2025                        |                          |                         |

## Qualifications

### Race to the Crucible
Le format des qualification a été modifié cette année. Un ensemble de neuf tournois qualificatifs est organisé et constitue la Race to the Crucible. A l'issue de ces tournois, les deux joueurs ayant accumulé le plus de points sont qualifiés pour le tableau principal.
| Dates (mois-jour) | Dates (mois-jour) | Tournoi     | Lieu    | Vainqueur        | Finaliste       | Score | Réf. |
| 08-09             | 08-11             | Tournoi n°1 | Reading | Alfie Burden     | Wayne Townsend  | 4-3   | ,    |
| 09-27             | 09-29             | Tournoi n°2 | Reading | Rory McLeod      | Philip Williams | 4-1   | ,    |
| 10-11             | 10-13             | Tournoi n°3 | Reading | Dharminder Lilly | Lee Walker      | 4-1   | ,    |
| 11-22             | 11-24             | Tournoi n°4 | Reading | Andrew Norman    | Philip Williams | 4-3   | ,    |
| 12-13             | 12-15             | Tournoi n°5 | Reading | Andrew Norman    | Dean Galbally   | 4-3   | ,    |
| 01-17             | 01-19             | Tournoi n°6 | Newbury | Andrew Norman    | Gerard Greene   | 4-2   | ,    |
| 02-07             | 02-09             | Tournoi n°7 | Reading | Aaron Canavan    | Andrew Norman   | 4-3   | ,    |
| 03-07             | 03-09             | Tournoi n°8 | Reading | Aaron Canavan    | Philip Williams | 4-2   | ,    |
| 04-04             | 04-06             | Tournoi n°9 | Reading | Rory McLeod      | Alfie Burden    | 4-1   | ,    |

A l'issue des neuf tournois, le top 10 du classement de la Race to the Crucible est le suivant :
| Rang | Joueur           | Points |
| 1    | Aaron Canavan    | 137    |
| 2    | Wayne Townsend   | 129    |
| 3    | Andrew Norman    | 127    |
| 4    | Gerard Greene    | 115    |
| 5    | Alfie Burden     | 114    |
| 6    | Dharminder Lilly | 114    |
| 7    | Philip Williams  | 113    |
| 8    | Nigel Howe       | 98     |
| 9    | Matthew Ford     | 88     |
| 10   | Anthony Harris   | 86     |

### Golden Ticket
Les huit joueurs les mieux classés à la Race the Crucible et les huit joueurs les mieux classés au classement senior sur deux ans, hormis ceux déjà qualifiés pour le tableau principal, s'affrontent dans un ultime tournoi appelé golden ticket. La dernière place qualificative est gagnée par Alfie Burden,.

## Centuries

### Dans le tableau principal
- 131, 128, 109, 107  Dominic Dale
- 109  Alfie Burden

### Pendant les qualifications
- 141  Toby Pugh
- 137, 119  Rory McLeod
- 130, 125, 108, 103  Andrew Norman
- 127, 123, 120, 120, 112, 108, 107, 107, 104, 100  Alfie Burden
- 125  Neil Craycraft
- 121, 102  Anthony Harris
- 118, 111, 106  Aaron Canavan
- 115, 106  Gerard Greene
- 109, 104, 103  Lee Walker
- 106  Philip Williams
- 104, 100  Steve Crowley
- 103  Mark Vincent